# Baga Koga jezik
Baga Koga jezik (ISO 639-3: bgo), nigersko-kongoanski jezik atlantske skupine, koji se govori između rijeka Pongo i Konkouré, pa sve do Île de Kito.
Baga Koga je jedan od 7 baga jezika, šira skupina temne, koji je srodan s landoma [ldm] jezikom. Mnogi danas govore susu. Etnička populacija 5 000, prijeti mu izumiranje

## Vanjske poveznice
- Ethnologue (14th)
- Ethnologue (15th)